# Des souris et des hommes (Les Casseurs)
Pour les articles homonymes, voir Des souris et des hommes.
Des souris et des hommes est la seizième histoire en deux pages de la série de bande dessinée belge Les Casseurs créée par le dessinateur Christian Denayer et le scénariste André-Paul Duchâteau, publiée au no 17 du 22 juin 1982 dans Super Tintin par les éditions du Lombard.

## Descriptions

### Personnages
- Al Russel
- Brock
- Le patron

## Publication

### Périodique
- Super Tintin : no 17 du 22 juin 1982[1]